# Parlophone
Parlophone és una discogràfica anglesa, subsidiària d'Warner Music Group, que alberga artistes destacats de l'escena musical anglesa, com són Kylie Minogue, Coldplay, Blur, Gorillaz, Pet Shop Boys, Siobhan Donaghy, Chiddy Bang o Queen.